# Ingria

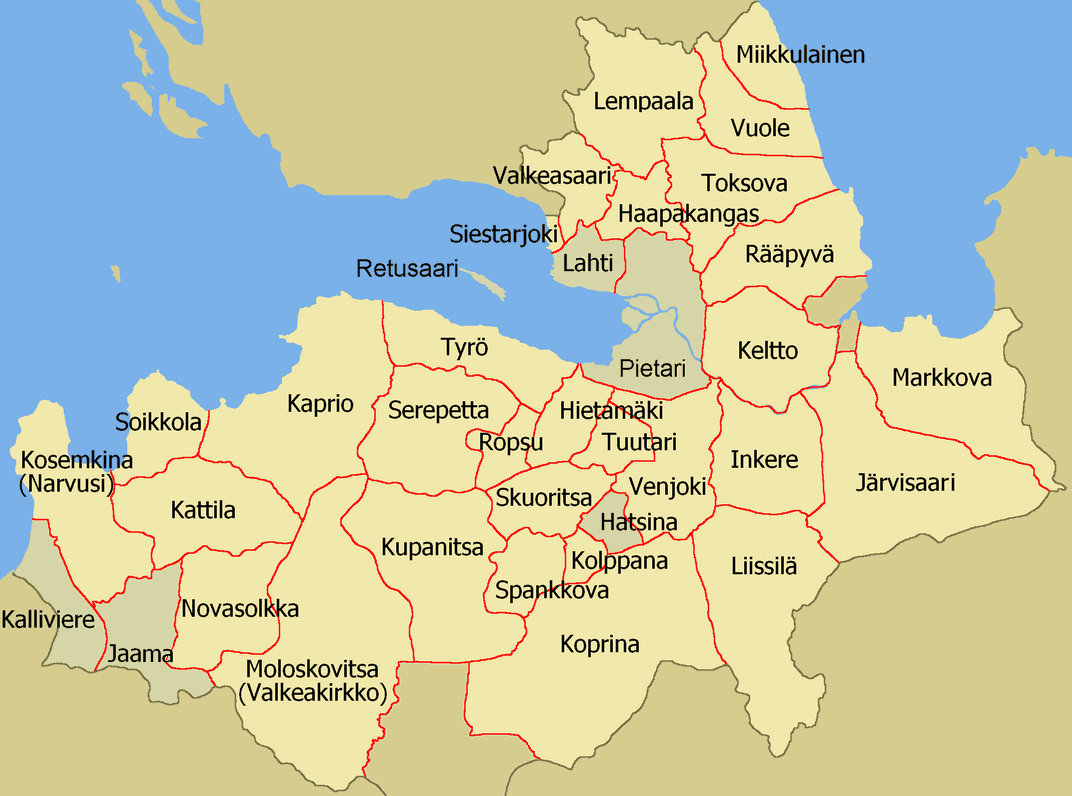
Ingria, gubernia Sankt Petersburgului, prin anul 1900

Drapelul Ingriei

Ingria este o regiune istorică situată în  Rusia actuală, pe malul Golfului Finic, între Sudul Lacului Ladoga și fluviul Narva.

## Istorie

### Evul Mediu
În timpul vikingilor, Ingria era un cap de pod pe drumul comercial al varegilor care se duceau în Estul Europei. 
Suedezii îi puseseră numele de Ingermanland vechiului teritoriu care aparținea prinților de Novgorod, de la numele fiicei regelui Suediei Olof Skötkonung,  care se numea Ingigerd Olofsdotter. La căsătoria sa cu Iaroslav I cel Înțelept, în 1019, ea a primit acest ținut ca dar de căsătorie.

## Vezi și
- Regiunea Leningrad